# Castilblanco de los Arroyos
Castilbalnco de los Arroyos és una localitat de la província de Sevilla, Andalusia, Espanya. L'any 2006 tenia 4.870 habitants. La seva extensió superficial és de 325 km² i té una densitat de 14,7 hab/km². Les seves coordenades geogràfiques són 37° 40′ N, 5° 59′ O. Està situada a una altitud de 313 metres i a 34 kilòmetres de la capital de la província, Sevilla.

## Demografia
| 1998  | 1999  | 2000  | 2001  | 2002  | 2003  | 2004  | 2005  | 2006  | 2007  |
| ----- | ----- | ----- | ----- | ----- | ----- | ----- | ----- | ----- | ----- |
| 4.394 | 4.403 | 4.458 | 4.501 | 4.575 | 4.660 | 4.682 | 4.773 | 4.870 | 4.986 |

## Política
| 1979-1983 | Manuel Ruiz Lucas         | PCE       |  |           |                   |      |
| 1983-1987 | Manuel Ruiz Lucas         | PCE       |  |           |                   |      |
| 1987-1991 | Manuel Ruiz Lucas         | IU-CA     |  |           |                   |      |
| 1991-1995 | Manuel Ruiz Lucas         | IU-CA     |  |           |                   |      |
| 1995-1999 | Manuel Ruiz Lucas         | IU-CA     |  | 1999-2003 | Manuel Ruiz Lucas | PDNI |
| 2003-2007 | Manuel Ruiz Lucas         | NIVA      |  |           |                   |      |
| 2007-2011 | Segundo Benítez Fernández | PSOE - PP |  |           |                   |      |